# مابتسویل (نیویورک)
مابتسویل (به انگلیسی: Mabbettsville) یک منطقهٔ مسکونی در ایالات متحده آمریکا است که در شهرستان داچس، نیویورک واقع شده‌است. مابتسویل ۲۱۲ متر بالاتر از سطح دریا قرار دارد.

## جستارهای وابسته

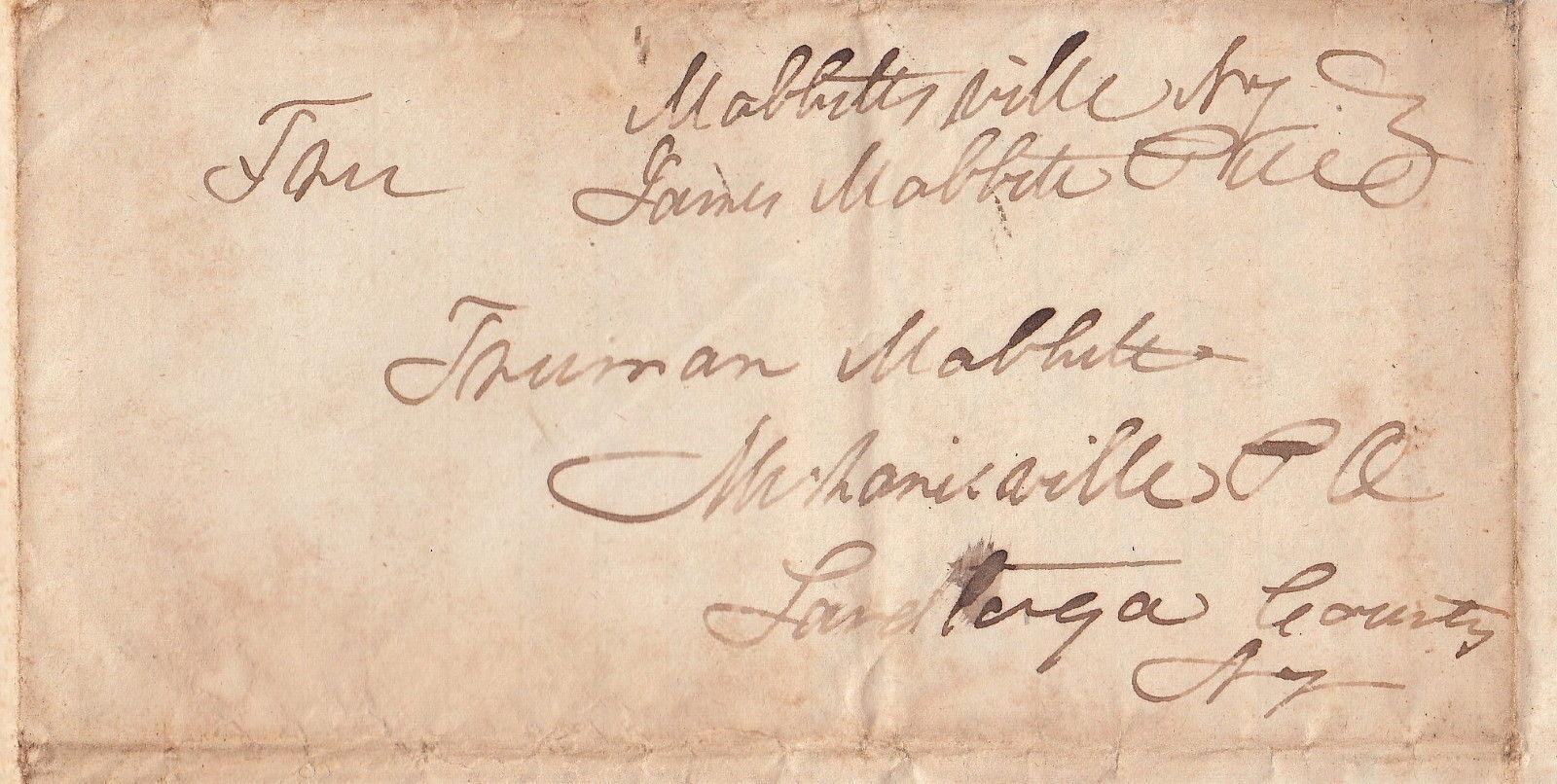